# بال ا ديتون (تشيشير)
بال ا ديتون (بالإنجليزية: Ball o' Ditton)‏ هي قرية تقع في المملكة المتحدة في شمال غرب إنجلترا.